# Jean-Baptiste Boisot
Pour les articles homonymes, voir Boisot.
Jean-Baptiste Boisot, né le 8 mai 1639 à Besançon et mort le 4 décembre 1694, plus couramment appelé l'abbé Boisot, est un prêtre, bibliophile et érudit, connu pour la création de la bibliothèque publique de Besançon par le legs de ses manuscrits et de sa bibliothèque aux Bénédictins de l'abbaye Saint-Vincent de Besançon. Parmi ceux-ci se trouvent les papiers du cardinal de Granvelle.
Il est aussi connu pour ses relations avec Madeleine de Scudéry.

## Biographie
Jean-Baptiste Boisot est le troisième fils de Claude II Boisot, gouverneur de la cité impériale de Besançon de 1652 à 1658 et marchand-banquier, père de douze enfants. Très rapidement, à la fin du XVIIe siècle, la famille Boisot fut anoblie, puis protégée par le ministre de Louis XIV, François Michel Le Tellier de Louvois et devint une famille très présente dans le corps des hauts dignitaires ecclésiastiques

### Une jeunesse studieuse
Peu de choses sont connues à propos de la jeunesse de Jean-Baptiste Boisot, si ce n'est qu'il fut un excellent élève, curieux, intéressé et qu'il montre d'excellents résultats dans ses études.
Très tôt, Jean-Baptiste Boisot s'intéresse et apprend la philosophie, ainsi le latin au cours de ses humanités (étude des langues et littératures anciennes) qu'il termine avec succès dans sa ville natale. C'est ensuite vers l'âge de treize ans qu'il part poursuivre ses études à l'université de Dole, où il étudiera le droit civil et le droit canon pour recevoir ensuite ses grades vers l'âge de seize ou dix-sept ans. Son père décide ensuite de l'envoyer à Paris, où il reste deux ans à l'université. C'est l'occasion pour lui de parfaire sa connaissance de la langue latine, ainsi que du grec, avec pour objectif de lire les pères de l'église, mais aussi avec le désir de se reporter aux manuscrits originaux pour traduire directement à partir de la source, et mettre à disposition ses travaux.

### La Sorbonne et les relations littéraires
Dès ses premières années à la Sorbonne, Jean-Baptiste Boisot se lie d'amitié durable avec de nombreuses figures emblématiques de l'époque, par exemple Paul Pellisson historiographe de Louis XIV et conseiller d'état, ainsi que Madeleine de Scudéry, célèbre pour ses salons dans lesquels se côtoyèrent les personnalités de l'époque. Parmi les autres figures se trouveront aussi Jacob Spon, fondateur de l'archéologie, André de Saint Nicolas, philosophe et théologien et Claude Nicaise. C'est aussi à Paris qu'il perfectionne son maniement de la langue française et développe des qualités dont Madeleine de Scudery et Bosquillon feront l'éloge. Au nombre de ces qualités figurent la politesse, le goût ainsi que la modestie dont ses amis seront très admiratifs.
Il ne reste malheureusement que très peu de ces correspondances, quelques-unes de ces lettres sont cependant parvenues grâce au Journal des savants
Aucun élément ne permet non plus de dire quand et où Jean-Baptiste Boisot reçut la tonsure. Il choisit cependant les ordres, bien que possédant une formation juridique. Toujours est il qu'en 1659-1660, Jean-Baptiste est de retour à Besançon. Ayant achevé ses études, il destine les dix années suivantes de sa vie au voyage, tant par nécessité que par intérêt.

### Les voyages
Jean-Baptiste Boisot commence son périple en séjournant trois années consécutives en Italie, où il achètera livres, médailles et bustes qui deviendront partie intégrante de sa future bibliothèque.
Au long de ce voyage, il apprit l'italien, il "entendait" aussi l'hébreu, connaissait le grec, le latin, l'espagnol. Il reste très peu d'indications sur ses déplacements, on sait qu'il alla à Rome et visita la bibliothèque Vaticane et qu'il rencontra divers libraires. En revanche on ne sait pas grand-chose sur les relations qu'il garda avec ces derniers. Il obtint aussi la protection du cardinal Decio Azzolino, qui le fit rencontrer à la reine Christine de Suède. Elle lui propose un poste de secrétaire, mais Jean-Baptiste Boisot, refuse, étant ennemi du tumulte et de l'assujettissement des cours. C'est néanmoins grâce à ces relations qu'il obtient du Pape les prieurés de La Loye et de Grandecourt, situés en Franche-Comté.

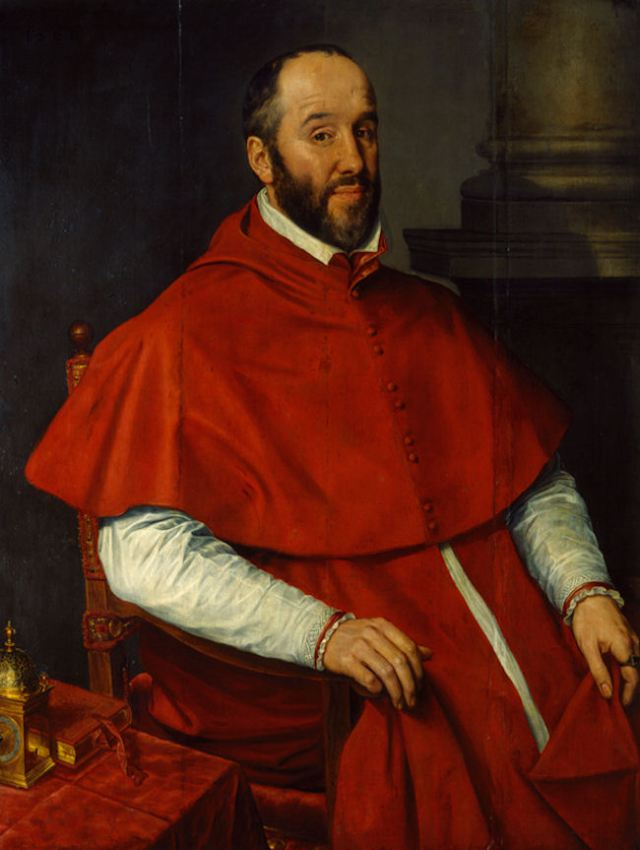
Antoine Perrenot, cardinal de Granvelle
par Willem Key

Fort de cette députation du Pape, il acheta la bibliothèque du cardinal de Granvelle, qui était entre les mains du comte de Saint-Amour. Tout au long de sa vie, il enrichit cette bibliothèque, qui fut le socle de la bibliothèque publique de Besançon, et y apporta beaucoup de  soins jusqu'à ses derniers jours.
Jean-Baptiste Boisot avait donné une si haute idée de son mérite qu'il fut ensuite envoyé en mission à Milan, auprès du marquis de Mortar, gouverneur de Milan, afin de négocier avec lui l'envoi de renforts. Entretemps la paix d'Aix-la-Chapelle est signée, et le roi restitue la Franche-Comté tout en espérant la reprendre, ce qui se produit 4 ans plus tard. C'est pour cette raison que Jean-Baptiste Boisot décide de s'exiler et de repartir en Savoie en 1673, puis en Italie en 1674. Jusqu'en 1678, il reste en Espagne, pays qu'il ne sillonne pas beaucoup, préférant séjourner à Madrid. Ce sera pour lui l'occasion d'améliorer sa connaissance de la langue espagnole, ce qui lui sera utile dans le classement et le déchiffrage des papiers de Granvelle. C'est aussi l'occasion pour lui de visiter la bibliothèque de l'Escurial, où il séjourne deux mois, et rencontre Hernán Núñez, ambassadeur du roi d'Espagne, qui sollicite sa présence à l'ambassade. Cependant, Jean-Baptiste Boisot, ayant déjà décliné ce genre de faveurs selon ses principes, refuse de nouveau.
La paix de Nimègue étant établie en 1678, Jean-Baptiste Boisot est définitivement délié de ses engagements envers l'Espagne et peut rentrer dans sa province natale.
Le bilan de ces dix années de voyages est positif grâce à l'apprentissage de deux nouvelles langues, l'acquisition de livres et d'œuvres d'art qui seront liés à sa bibliothèque et son séjour dans les capitales de Rome et Madrid.

### Le commendataire de l'abbaye de Saint-Vincent

#### Une nomination difficile
Louis XIV lui confie à son retour l'abbaye Saint-Vincent de Besançon qui est à l'époque le troisième bénéfice de la province. Il rencontre cependant quelques difficultés car le pape ne donne son accord qu'après de nombreuses tractations, Jean-Baptiste Boisot n'appartenant pas à l'ordre de Saint-Benoît.

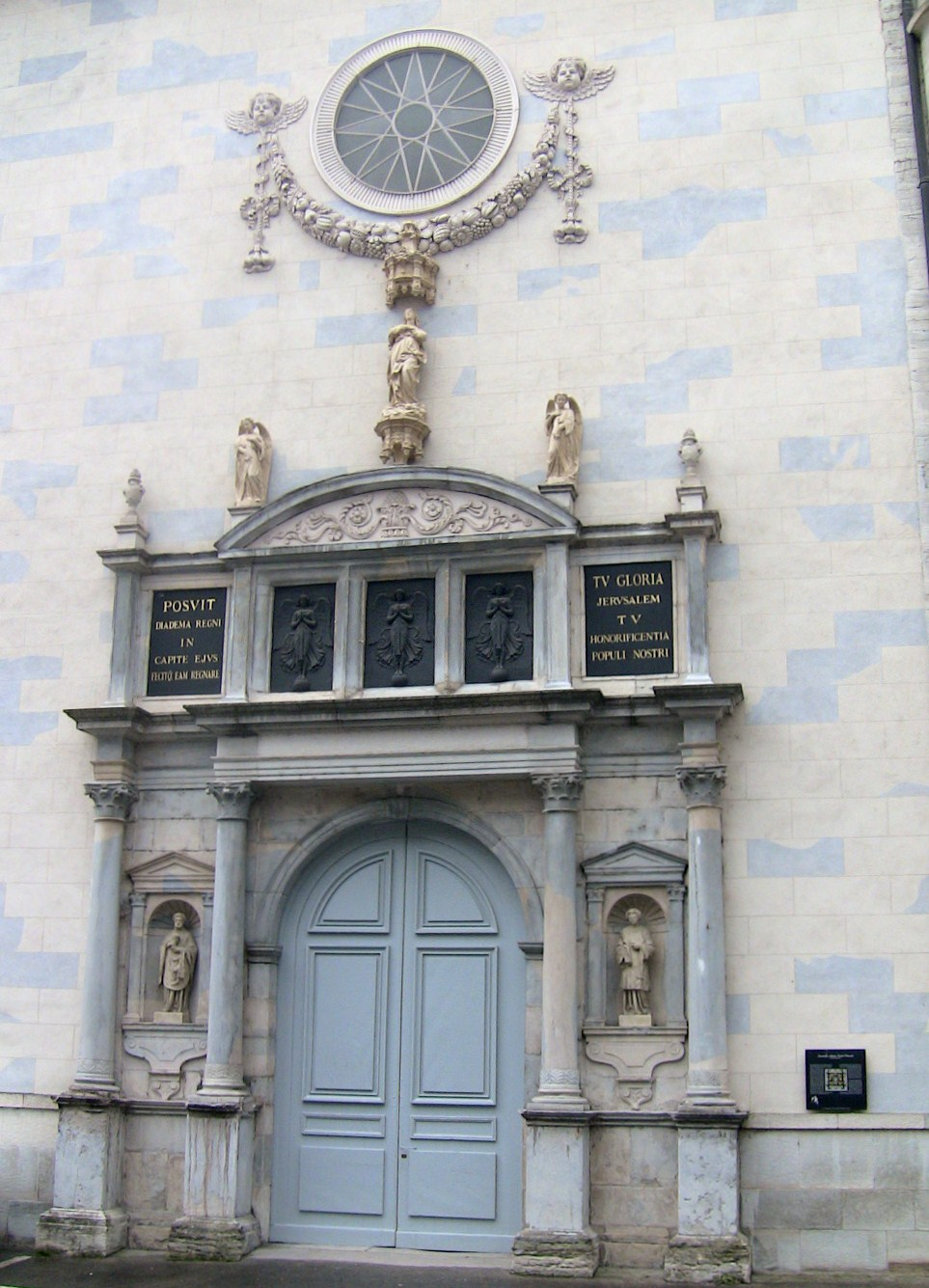
Abbaye Saint-Vincent de Besançon

Pendant sa nomination en tant qu'abbé de Saint-Vincent, il ne fait qu'un voyage à Paris, pour rencontrer le roi à qui il est présenté par Paul Pellisson.

#### Une vie ecclésiastique exemplaire
La vie de l'abbé Boisot est dépeinte comme exemplaire vis-à-vis de sa piété et de sa générosité. En temps de peste, il va jusqu'à donner tout son bien et porte secours aux pauvres. Boisot remplissait ses lettres d'épîtres, d'odes, de compliments et de traductions qu'il envoie par exemple à son ami Pellisson, pour son Traité de l'Eucharistie, contenant entre autres des passages des ouvrages de Saint Jérôme, de Lactance et de Tertullien de Corona. Parfois, il joint des lettres espagnoles et italiennes qui se trouvent dans la collection de Granvelle.

#### Un historien au service des autres
Toute sa vie, Jean-Baptiste Boisot s'est appliqué à mettre ses connaissances au service des autres, ses nombreuses notes et son classement des papiers du cardinal de Granvelle font de lui un historien appliqué. Le travail effectué sur les papiers du cardinal de Granvelle représente près de 80 volumes in-folio que l'on peut toujours trouver actuellement à la bibliothèque de Besançon. Il avait même le projet d'écrire la vie du cardinal, comme le rapporte l'une des lettres à son ami Pellisson :
J'ai ramassé presque tous les débris de ce grand naufrage. Deux personnes de qualité (le comte de Saint-amour et le baron de Thoraise) m'ont donné ce qui leur restoit. J'ai acheté ce qui étoit encore dispersé çà et là ; et un conseiller de mes amis (M. Chifflet, conseiller au Parlement de Besançon), frère de l'abbé dont j'ai parlé, voyant que ce qu'il en conservoit n'étoit plus qu'un fragment au prix de ce que j'en avois déjà rassemblé, a bien voulu souffrir qu'il passât entre mes mains. J'y ai ajouté depuis plusieurs pièces originales, tant anciennes que moderne, déterrées en divers endroits, et, pour prévenir un nouveau malheur, j'ai pris soin de les faire relier.
Jean Mabillon admira en plus de la bibliothèque, le cabinet d'antiquités et les tableaux de Boisot. Tous ces éléments permettent d'affirmer que Jean-Baptiste Boisot était un personnage important dans la communauté bisontine, figure du mécénat et de l'érudition provinciale du XVIIe siècle, son nom est connu au-delà des frontières françaises. 
Il meurt le 4 décembre 1694, au sein de son abbaye et lègue à sa ville natale de Besançon sa bibliothèque. Le 9 décembre, la cité de Besançon décide de faire célébrer un office pour le repos de son âme aux Cordeliers. Plusieurs échanges sont ensuite menés entre le maire et les bénédictins pour établir un inventaire de sa collection, il commence quelques jours après sa mort, le 5 janvier 1695.
Une rue de Besançon porte son nom.

## Le testament de l'abbé Boisot

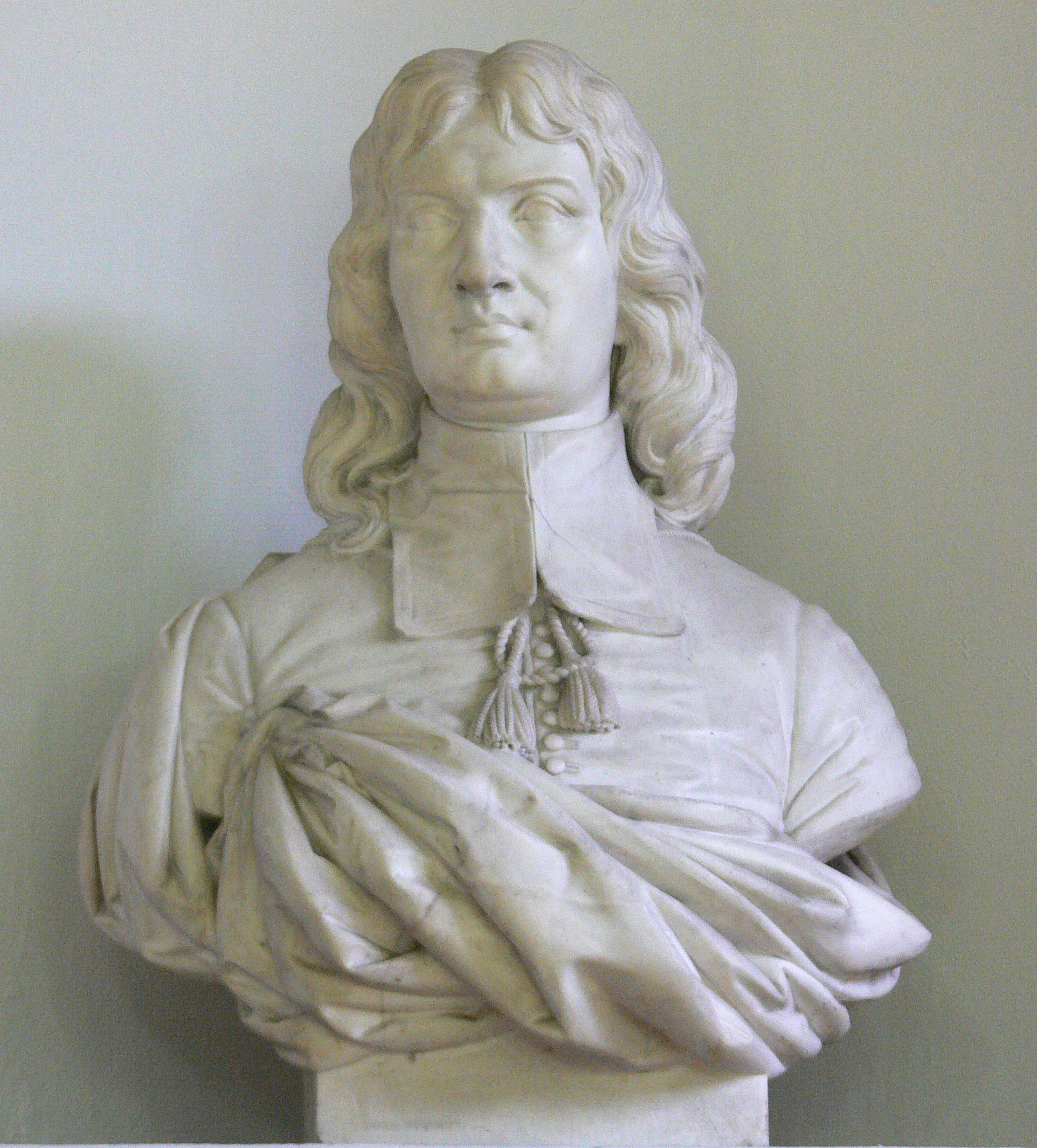
Buste par Jean Petit (XIXe s.), Bibliothèque municipale de Besançon

Extrait du testament solennel fait par révérend seigneur messire Jean-Baptiste Boisot, Prestre, abbé de Saint-Vincent de Besançon, Prieur de Grandecour et de la Loye, passé par devant notaire Jean Colin, notaire royal audit Besançon le 27 novembre 1694, publié au Parlement de ladit ville et par devant messire Charle Bouvot, conseiller commissaire à ce député le 7 décembre de ladite année, par lequel testament il a institué pour son héritier universel, messire Claude Boisot, son frère, Président audit Parlement.

« Item, je donne et lègue aux Rds pères Bénédictins de Besançon tous et quelconques mes livres, les manuscrits reliés et non reliés qui m'appartiennent avec mes médailles de bronze et d'argent, anciennes et modernes, et les médailliers et armoires dans lesquels elles sont enfermées, à charge et condition qu'ils mettront le tout dans une salle qui sera ouverte deux fois la semaine à tous ceux qui voudront y entrer ; lesquels pourront y lire et étudier autant de temps qu'ils souhaiteront pendant les deux jours, sans que pourtant il leur soit permis d'en distraire aucun livre ; et afin que lesdit livres et médailles aussy bien que les bustes et peintures dont sera parlé cy après, soient conserver pour toujours pour l'avantage des gens doctes ; je veux et entend que l'on dresse un inventaire du tout par devant notaire et tesmoins en présence de mon héritier cy après nommé, que doubles soient faits dudit inventaire, dont l'un sera remis entre les mains de mondit héritier, et l'autre sera porté à messieurs du Magistrat de cette ville, afin qu'ils prennent soing de la conservation desdit livres et autres choses cy dessus spécifiées comme estans des monumens que je consacre à la postérité.
De plus je donne et lègue auxdit Rds pères bénédictins la somme de 6000 francs qui sera employée en achat de rentes dont le revenu sera pris: premièrement, pour les frais dudit inentaire, pour l'ornement de la sale où sera mise cette bibliothèque publique, et ensuite employé en achat de livres comme le Supérieur et celuy à qui ladite bibliothèque sera confiée, jugeront à propos; à charge toutefois qu'ils achèteront des livres des pères, et autres livre de Belles Lettres pour l'usage de toute sorte de personnes defendant expressement l'usage de toute sorte de personnes defendant expressement l'achat d'aucuns sermonaires, Lesquels livres seront adjoutés de quatre en quatre années au susdit inventaire, mon intention estant que le revenu de ladite somme de 6000 francs soit punctuellement employée en augmentation de ladite bibliothèque, sans  pouvoir estre diverty à aucun autre usage comme aussy que lesdit livres et médailles demeurent à perpétuité dans ladite sale pour l'usage du public, sans pouvoir estre porté ailleurs n'y distrait pour e tout ou en partie à quelle cause ou prétexte que ce soit... »

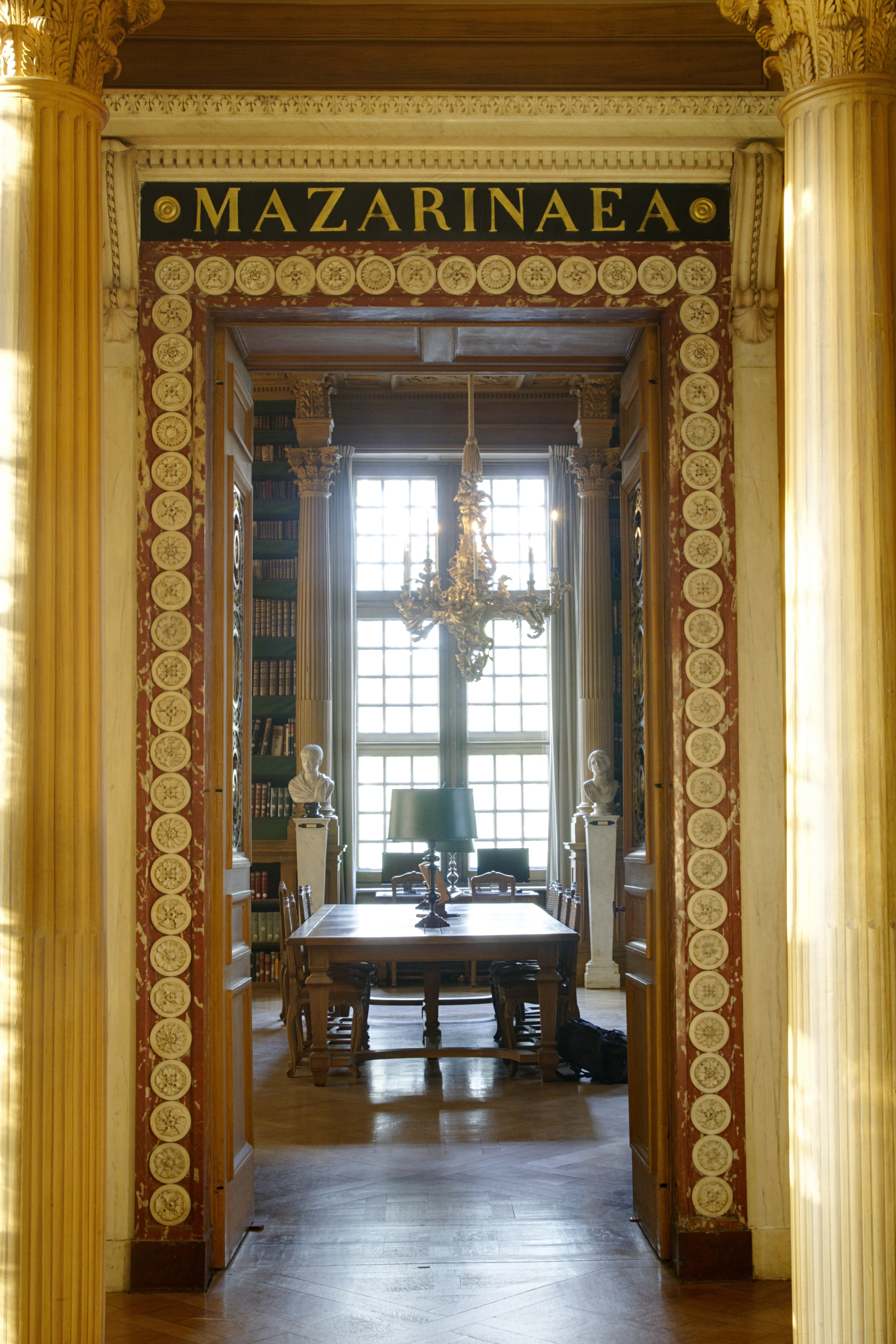
Entrée de la bibliothèque Mazarine

C'est donc à la suite de cet acte que naît, dans le couvent des Bénédictins, la première bibliothèque de Besançon ouverte à tous, sous le contrôle de la Ville de Besançon. La question de l'influence que la bibliothèque Mazarine eut dans le legs de Jean-Baptiste Boisot est légitime, étant donné qu'il l'a visitée.
Jean-Baptiste Boisot est plus un passionné du savoir, de l'étude, qu'un bibliophile, comme en témoigne sa correspondance entre mademoiselle de Scudéry et Paul Pellisson. Il serait possible d'avoir plus d'informations sur le legs de l'abbé Boisot, cependant les lettres qui pourraient apporter plus d'informations sont celles envoyées à l'abbé de Saint-Vincent qui demeurent perdues.
Trois lettres adressées à Paul Pellison renseignent sur son legs, comme celle du 17 décembre 1690 où il déclare :

« Je vous le renverrai dès que nos pères de l'abbaye auront eu le temps de le voir et de le copier. Il faut que l'original vous demeure et si vous n'en vouliez point, il vaudrait mieux le donner à une bibliothèque publique qu'à un particulier tel que moi et qui n'a aucune suite. »

La lettre de Pellison du 12 janvier montre l'évolution de sa réflexion :

« Je loue de tout mon cœur monsieur, le dessein que vous avez de laisser un bibliothèque publique, c'est une des choses du monde que j'aurais le mieux aimée à faire si je me fusse trouvé en la situation qu'il faut pour cela. Je verrai avec grand plaisir votre projet quand il vous plaire de me le communiquer, non pas pour croire que j'y pense rien ajouter, mais pour en profiter moi-même.. »

Le tournant vient avec le transfert de l'université de Dole à Besançon, et sous l'avis de l'abbé de Saint-Vincent qui lui suggère de léguer sa bibliothèque. Comme le montre une lettre de Paul Pelisson qui date du 16 juin 1691 en réponse à une lettre de l'abbé Boisot, maintenant perdue:

« Je loue de tout mon cœur le dessein que vous avez de déplacer un jour votre bibliothèque dans l'édifice qu'on prépare pour votre université. C'est tout ce qu'on peut faire de mieux, non pas que la suite des temps ne rende souvent toutes nos précautions inutiles, mais s'il y a quelque chose de durable et d'utile en général, ce sont les établissements de cette nature, permitte denis coetera, nous n'y pouvons pas faire autre chose. »

## La bibliothèque personnelle
Elle contient, en plus des livres du cardinal de Antoine Perrenot de Granvelle, quelques-uns de ceux ayant appartenu à son père, Nicolas Perrenot de Granvelle, ainsi qu'au comte de Cantecroix. Il est constitué de près de 1500 volumes, faisant de cette bibliothèque l'une des plus grandes du XVIe siècle.
Dans son article "La bibliothèque d'un homme d'état au XVIe siècle", Maurice Piquard indique qu'il a rencontré quelque difficulté face à la pauvreté du premier inventaire, qui ne comportait pas de date ni de lieu d'impression, voire de nom d'auteur : c'est pour ces raisons que l'incertitude plane encore sur certains sujets. Malgré ces obstacles, Maurice Piquard liste plusieurs livres d'auteurs grecs : 9 ouvrages de Plutarque, 6 d'Aristote, 5 d'Homère, 4 de Polybe, 3 de Thucydide, 3 de Xénophon, 1 d'Eschyle et 1 d'Aristophane. Sont absents les ouvrages de Sophocle et d'Euripide.

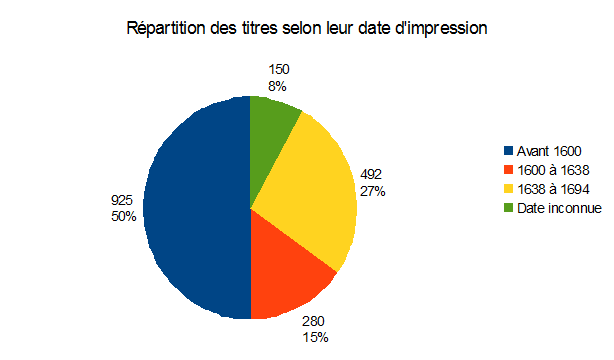
Répartition des titres selon leur date d'impression

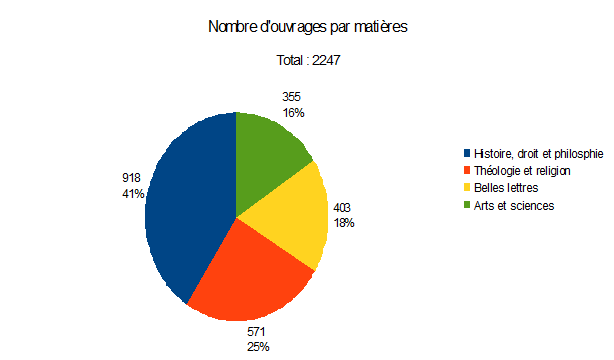
Diagramme du nombre d'ouvrages par matières du legs de la bibliothèque de l'abbé Boisot

Concernant la littérature latine, la collection comporte 9 livres de Cicéron, 7 de Virgile, 5 de Tite-Live, 5 de Térence, 5 d'Ovide, 4 de Lucrèce, 4 de Plaute, 4 de Pline l'Ancien, 3 de César, 3 de Sénèque, 3 d'Horace, 3 de Tacite. 
Piquard souligne aussi la présence de nombreux écrivains de la Renaissance italienne tels que Dante, Pétrarque, Boccace ou Vitruve.
Machiavel et Baldassare Castiglione sont largement représentés, avec 5 exemplaires du Prince et tout autant du Courtisan.
Homme instruit, il possède une soixantaine d'ouvrages de droit, 172 d'histoire, 70 de médecine (Ambroise Paré, Vésale...) ainsi que des ouvrages d'astrologie, d'astronomie (De Revolutionibus orbium celestium de Nicolas Copernic). Il manque toutefois les ouvrages de Claude Ptolémée, pourtant réputé à l'époque.
L'absence de certains auteurs de l'église tels que Saint Augustin et Saint Thomas d'Aquin ainsi que de certains romans tels que le Roman de la Rose n'est pas anodine pour qu'on y prête pas attention, et le manque de certains ouvrages de piété de l'époque est curieux pour un homme d'église : l'hypothèse de vols ou de pertes n'est pas écartée.
Sa bibliothèque comprend également les Chroniques de Froissart, issues de la collection des Granvelle, ainsi que de nombreuses reliures provenant des relations que le cardinal avait entretenu avec des imprimeurs de toute l'Europe.
L'inventaire est réalisé en 1695 sous l'égide de témoins : les conseillers Tinseau, Monnier, seigneur de Noironte et Pierre-Ignace Gillebert, assistant le notaire Jean Colin. L'inventaire dénombre 1847 numéros pour les livres, équivalents à 2247 volumes, et 239 manuscrits. Ils seront plus tard assemblés pour former les 80 gros in-folio des papiers d'État du cardinal de Granvelle.
C'est ensuite en 1732 que le premier catalogue sera établi, matières par matières, de manière parfois désordonnée et imprécise.